# St. Lambertus (Birgelen)

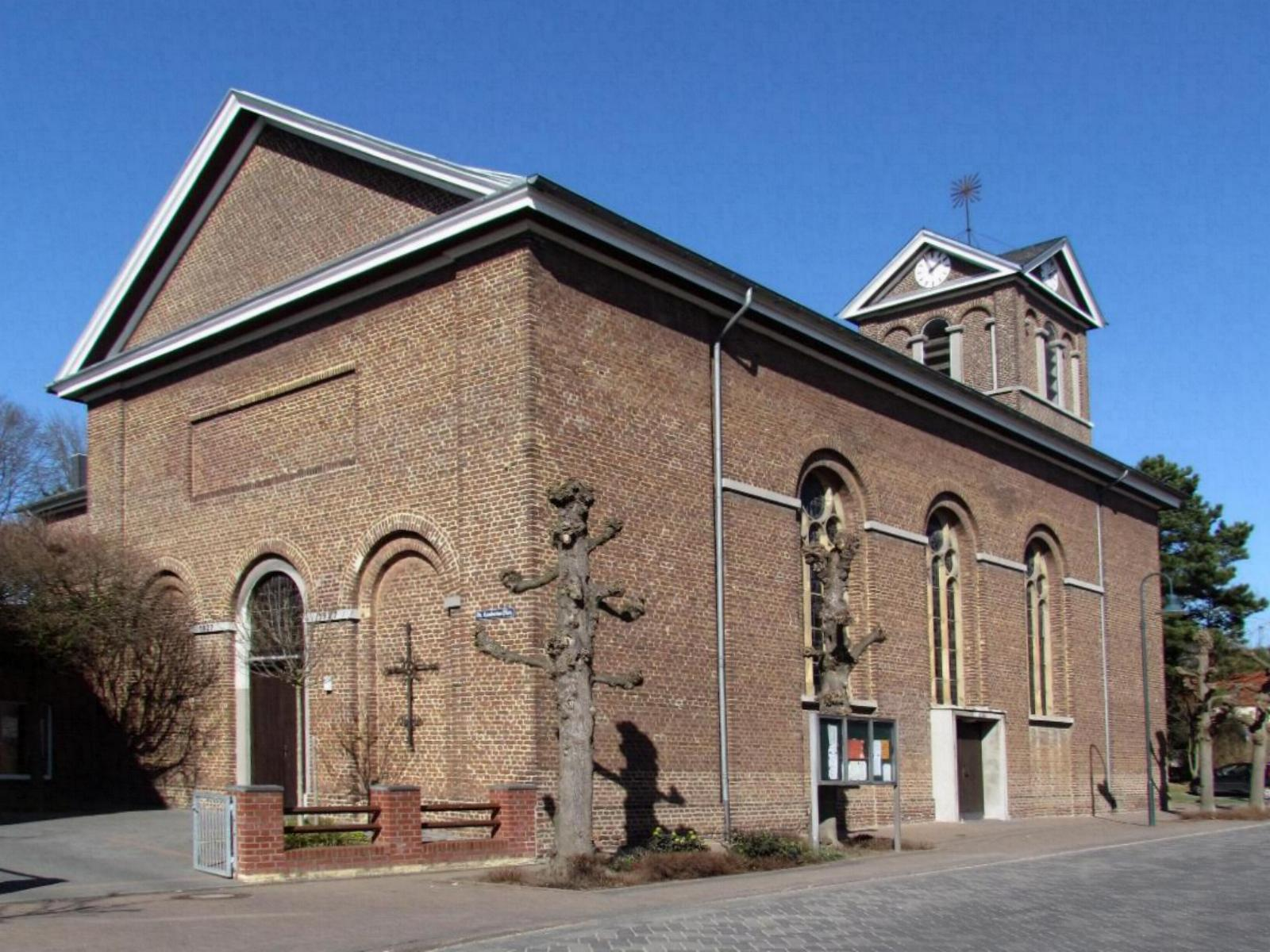
St. Lambertus in Birgelen

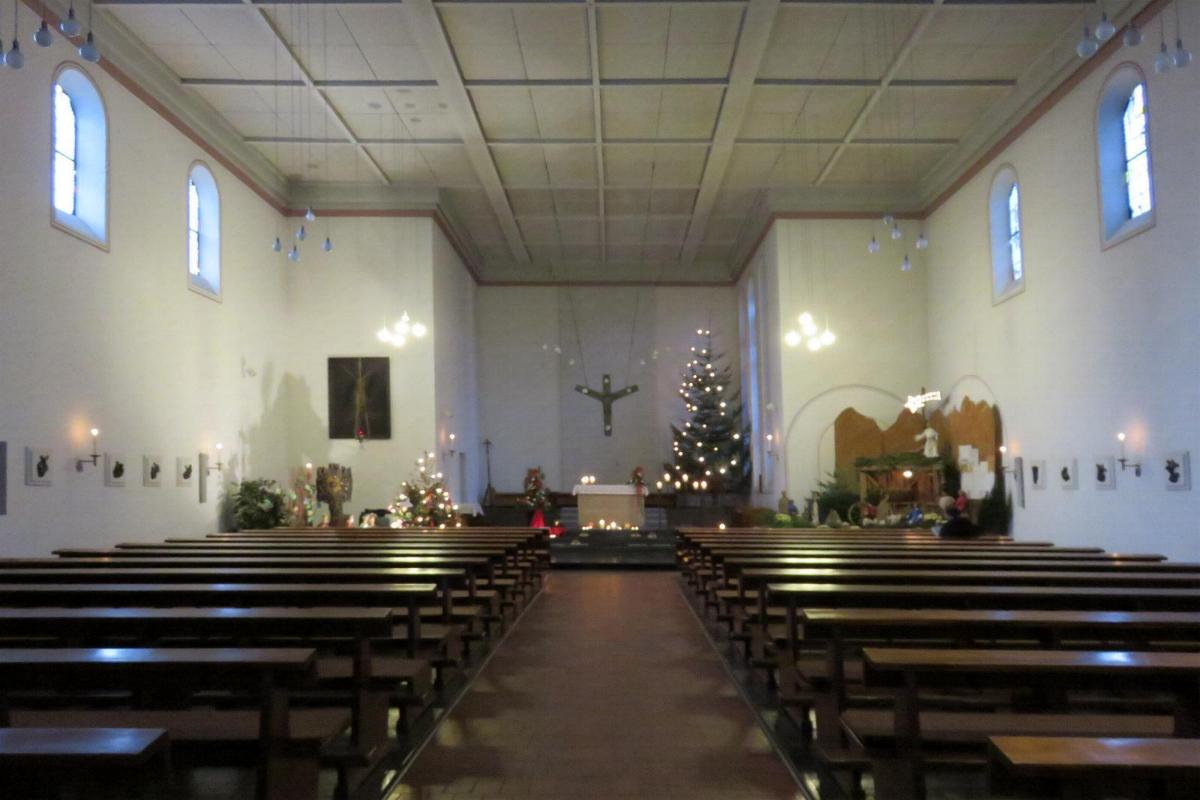
Innenraum

St. Lambertus ist die römisch-katholische Filialkirche des Ortsteils Birgelen der Stadt Wassenberg im Kreis Heinsberg (Nordrhein-Westfalen).
Die Kirche ist unter Nummer 26 in die Liste der Baudenkmäler in Wassenberg eingetragen.

## Geschichte
Eine erste Kirche in Birgelen gab es bereits um das Jahr 750. Dieses Gotteshaus soll vom heiligen Willibrord gegründet worden sein. Im 13. Jahrhundert wurde an gleicher Stelle ein neues Gotteshaus, die Birgelener Bergkirche, errichtet. Diese Kirche befand sich auf dem heutigen Friedhof an der Stelle der neugotischen Friedhofskapelle und wurde um 1867 abgerissen, trotz der Bemühungen um einen Erhalt.
Bereits zwischen 1825 und 1827 wurde die heutige Kirche im Baustil des Klassizismus nach Plänen des Aachener Architekten Johann Baptist Cremer errichtet. In den 1930er Jahren wurde diese zu klein und ein Erweiterungsbau erforderlich. Zwischen 1935 und 1937 wurde schließlich an die Nordseite ein großer Anbau nach Plänen des Bensberger Architekten Bernhard Rotterdam im gleichen Baustil wie der alte Teil erbaut. Die Weihe des Erweiterungsbaus erfolgte am 25. April 1937.
Im Zweiten Weltkrieg wurde das Gotteshaus stark beschädigt, sodass der Innenraum nach der Instandsetzung zwischen 1945 und 1947 sehr schlicht wirkt.
Seit 2010 ist Birgelen keine eigenständige Pfarrgemeinde mehr. Sie wurde mit einigen anderen ehemaligen Pfarreien zur neuen Großpfarre St. Marien Wassenberg fusioniert.

## Ausstattung
Im Innenraum befindet sich eine moderne Ausstattung. Davon zu erwähnen sind das Altarkreuz von Albert Sous aus dem Jahr 1965 und die von Pastor Willi Steinrath gestiftete bronzene Lambertusfigur. Die Orgel besitzt 23 Register und stammt aus dem Jahr 1955. Der Taufstein wurde 1889 geschaffen. Die Fenster schuf der Glasmaler Ludwig Schaffrath1965.

## Glocken
| Glocke | Durchmesser | Masse ≈ | Schlagton (HT-1⁄16) | Gießer                                          | Gussjahr       |
| ------ | ----------- | ------- | ------------------- | ----------------------------------------------- | -------------- |
| 1      | 1570 mm     | 1550 kg | cis′ +6             | Bochumer Verein für Gußstahlfabrikation, Bochum | 1922           |
| 2      | 1370 mm     | 1050 kg | e′ +-0              | Bochumer Verein für Gußstahlfabrikation, Bochum | 1922           |
| 3      | 1260 mm     | 0850 kg | fis′ −2             | Bochumer Verein für Gußstahlfabrikation, Bochum | 1922           |
| 4      | 0558 mm     | 0100 kg | f′ +6               | Alexius Jullien                                 | 1733 oder 1753 |

Motiv: Te Deum